# La Floresta (Córdoba)
La Floresta es un barrio de la Ciudad de Córdoba, Argentina. Se encuentra ubicado a unos 13 km al este del centro de la ciudad. Su población ascendía en 2001 a 2 584 habitantes. Está dividido en La Floresta Norte y Sur. Su nombre proviene de una estancia que había en la zona, sobre cuyos terrenos se hizo el loteo correspondiente a Malvinas Argentinas y La Floresta,
Este barrio se encuentra totalmente separado de la mancha urbana de la ciudad, con la que se comunica a través de la ruta provincial 88, conocido como Camino a Monte Cristo.
Forma parte de una mancha urbana que incluye al barrio General Arenales y la ciudad de Malvinas Argentinas, de la que se encuentra separada únicamente por una calle que coincide con el límite entre los departamentos Capital y Colón. Sus habitantes encuentran servicios en la vecina Malvinas Argentinas como un centro educativo de nivel medio para adultos.